# Pierre Simon (chanteur)
 (juillet 2012).
Si vous disposez d'ouvrages ou d'articles de référence ou si vous connaissez des sites web de qualité traitant du thème abordé ici, merci de compléter l'article en donnant les références utiles à sa vérifiabilité et en les liant à la section « Notes et références ».
Pour les articles homonymes, voir Simon et Pierre Simon.
Pierre Simon est un chanteur belge. Leader du groupe Clandestine jusqu'en 2009, il se produit depuis sous son nom propre, accompagné des mêmes musiciens.

## Discographie
- 2009 : Les noces de Cupidon (sous le nom de Clandestine)
- 2010 : Pierre Simon

1. Les Compensations - 3:01
2. Lors du Nouvel An chinois - 3:21
3. Bruxelles - 3:10
4. Les Gens du village - 2:26
5. La Moitié - 3:24
6. Julos - 2:14
7. Tôt ou Tard - 3:01
8. La Radio - 2:55
9. Pierrot - 2:28

- 2012 : Vices et Versa
- 2014 : "Post-Scriptum"

1. Si l'amour c'est ça - 2:29
2. Le Loser - 2:51
3. Post-Scriptum - 3:13
4. Demain - 2:27
5. Les Valises - 3:26
6. Le Nouvel An chinois - 3:16
7. À son image - 2:53
8. Le Raciste - 3:32
9. Avant - 2:31

- 2017 : Bang Bang
- 2017 : "Bang Bang"

## Distinctions
- Coup de cœur du journal des Francos en 2009[1]
- Coup de cœur des Francofolies de Spa en 2009 et 2010
- Finaliste de la Biennale de la chanson française en 2010

## Liens Externes
- Site personnel